# Power & the Glory
Power & the Glory is het vijfde album van de Britse band Saxon, uitgebracht in 1983 door Carrere Records. Op dit album vond de eerste wissel in de bezetting van de band plaats: drummer Pete Gill werd vervangen door Nigel Glockler.

## Nummers
1. Power and the Glory – 5:57
2. Redline – 3:38
3. Warrior – 3:47
4. Nightmare – 4:25
5. This Town Rocks – 3:58
6. Watching the Sky – 3:43
7. Midas Touch – 4:13
8. The Eagle Has Landed – 6:56

## Bezetting
- Biff Byford - zang
- Graham Oliver - gitaar
- Paul Quinn - gitaar
- Steve Dawson - basgitaar
- Nigel Glockler - drums